# 미누마
미누마(見沼)는 과거의 무사시국, 현재의 일본 사이타마현 사이타마시 (기타구, 오미야구, 미누마구, 우라와구, 미도리구)와 가와구치시에 존재했던 거대한 늪이다. 현재도 넓은 녹지 공간이 있어, 미누마탄보(일본어: 見沼田んぼ)라고 불리고 있다.